# Juan Sheput
Juan Manuel Kosme Sheput Moore (Lima, Perú, 18 de febrero de 1961) es un ingeniero industrial y político peruano. Fue congresista de la república, durante el periodo 2016-2019, y ministro de Trabajo, durante el gobierno de Alejandro Toledo (2005) y en el gobierno de Manuel Merino durante el 2020.

## Biografía
Nació en Miraflores, Lima el 18 de febrero de 1961. Sus padres fueron Juan José Sheput Díaz y Mary Moore Cadenillas.
Realizó sus estudios escolares en el Colegio San Julián de Barranco.
Estudió la carrera de Ingeniería Industrial en la Universidad Nacional Federico Villarreal y laboró como docente en la UNI, la UNMSM y la Universidad Ricardo Palma.

## Vida política
Incursionó en la política desde muy joven y llegó a colaborar, en la campaña para las elecciones municipales, por el Partido Popular Cristiano, en el distrito de Barranco, durante los años ochenta.
En 1996, fue miembro del Foro Democrático, del cual llegó a formar parte de su comité directivo. El Foro Democrático fue una entidad que se caracterizó por su oposición al gobierno autoritario de Alberto Fujimori.
En 1998, Sheput se convierte en militante de Perú Posible, en el cual se desempeñó como secretario nacional de política. De 2001 a 2004 y de 2009 a 2012. Participó en el Acuerdo Nacional, participando en la iniciación de la demanda peruana contra Chile, en el Tribunal de La Haya, entre 2006 y 2007. 
En 2001, fue designado consejero presidencial en asuntos políticos durante el gobierno de Alejandro Toledo. Posteriormente, fue jefe del Gabinete de Asesores del Ministerio del Interior en 2004. Durante este período se consolidó como intermediador en las acciones políticas que requería el Gobierno de Alejandro Toledo, y fue considerado como vocero del Gobierno.

### Ministro de Trabajo (2005)
El 26 de febrero del 2005, Sheput fue nombrado ministro de Trabajo por el entonces presidente, Alejandro Toledo.
Estuvo en el cargo durante los gabinetes ministeriales presididos por Carlos Ferrero y por Pedro Pablo Kuczynski. Renunció al cargo el 7 de octubre del mismo año.
Para las elecciones generales del 2006, Sheput fue candidato al Congreso de la República por Perú Posible. Sin embargo, no resultó elegido. De igual manera, en las elecciones generales del 2011, por la Alianza Perú Posible, en las que nuevamente no tuvo éxito.
Entre el 2006 y el 2010, integró el Grupo Basadre, entidad que agrupa a estudiosos de la historia de las relaciones entre Perú y Chile. Asimismo cuestionó la inversión chilena en Perú y la falta de iniciativa del Gobierno de Alan García en relación con la demanda en La Haya. La cual fue resuelta unos años después. 
Fue integrante activo de la Comisión Política de Perú Posible y uno de los voceros del partido. En ese contexto, tuvo roces con miembros de su propio partido por su posición respecto a los casos de investigación hacia el expresidente Alejandro Toledo. Como el llamado caso Ecoteva y la compra de casas por parte de la suegra del exmandatario, Eva Fernenbug. Con dinero proveniente supuestamente de una indemnización del Holocausto, hecho que luego fue desmentido. En aras de salvaguardar la institución partidaria, Sheput solicitó que Toledo afronte los cuestionamientos bajo la figura de la licencia, lo cual le valió el rechazo y posterior solicitud de expulsión por parte de la dirigencia del partido. Tras estos eventos, se originó una situación de confrontación con el Comité Ejecutivo Nacional del partido, quienes no estaban de acuerdo con su postura.
Desde entonces, la actitud de Sheput frente al partido Perú Posible se mantuvo crítica. Finalmente, la noche del 7 de octubre de 2014, Sheput anunció oficialmente su renuncia al partido.
Desde 2015, Sheput formó parte de Peruanos Por el Kambio, partido liderado por Pedro Pablo Kuczynski, en el que fue parte de la dirección política del partido. Y, como tal, colaboró en el comando de campaña en las elecciones generales del 2016. Durante el proceso electoral, fue designado coordinador nacional de campaña y vocero de la agrupación.  

### Congresista (2016-2019)
En las elecciones generales del 2016, Sheput fue elegido congresista de la república por Peruanos Por el Kambio, con 73 412 votos, para el período parlamentario 2016-2021.
Durante su labor legislativa, fue designado por su partido como vocero y fue presidente de la Comisión Multipartidaria de Conmemoración del Bicentenario de la Independencia del Perú. 
Como parte del plan anticorrupción, Sheput entregó, el 18 de mayo de 2019, el informe final sobre las denuncias acumuladas presentadas en contra del entonces fiscal supremo Pedro Chávarry a la Subcomisión de Acusaciones Constitucionales. El documento final proponía la destitución de Chávarry como fiscal supremo titular, así como su inhabilitación por diez años por infracción a los artículos 38, 41 y 158 de la Constitución Política del Perú. El informe presentado detalló que existían indicios probatorios para continuar con la investigación al fiscal Chávarry. Por los delitos de organización criminal Los Cuellos Blancos, encubrimiento personal y encubrimiento real. 
Luego de una prolongada sesión, el 28 de mayo de 2019, la Comisión Permanente, con votos de los partidos Fuerza Popular y el APRA, archivó las acusaciones presentadas contra Chávarry en el informe del congresista Sheput, a pesar de la existencia de indicios suficientes para la investigación en contra del fiscal.
En marzo del 2019, Sheput, junto a Gilbert Violeta, renunciaron a la bancada de Peruanos por el Kambio. Luego de que la bancada no aceptase su pedido de licencia temporal y les abriera un proceso disciplinario.
En el mismo año, Sheput, junto a otros miembros de la anterior bancada PPK, forman la bancada Acción Republicana y, posteriormente, cambiaron el nombre del partido PPK a Contigo, en el que se desempeñaba como presidente de la comisión política del partido.
El 30 de septiembre del 2019, su cargo parlamentario llegó a su fin tras la disolución del Congreso de la República decretada por el entonces presidente, Martín Vizcarra. Durante la disolución, Sheput se mostró en contra de la acción del mandatario.
En las elecciones parlamentarias del 2020, Sheput intentó su reelección al Congreso por el partido Contigo. Sin embargo, el partido no obtuvo ningún representante en el Legislativo tras obtener una baja votación.

### Ministro de Trabajo (2020)
El 12 de noviembre del 2020, Sheput fue nuevamente nombrado ministro de Trabajo por el entonces presidente, Manuel Merino. Sin embargo, tras la caída del Gobierno debido a las fuertes protestas al nivel nacional como reacción a la vacancia de Martín Vizcarra, Merino se vio obligado a renunciar al cargo el 15 de noviembre del mismo año, junto con el resto de ministros.
Para las elecciones generales del 2021, Sheput anunció su integración al equipo de campaña del entonces candidato presidencial César Acuña de Alianza para el Progreso.

## Vida académica
Es egresado del Programa de Alto Gobierno de la Universidad de Los Andes, de Colombia. Así mismo, es magíster en Pensamiento Estratégico y Prospectiva por la Universidad Externado, también de Colombia, y máster en Project Managment por la Universidad de La Rioja, de España. Cuenta, además, con un posgrado de Especialización en Desarrollo Regional y Territorial también en la Universidad de Los Andes y ha seguido cursos de posgrado en el BID en temas de políticas públicas.
Ha ejercido la docencia en la UNI y en la UNMSM, así como en el CAEN. De igual modo, es profesor visitante de la Universidad Externado de Colombia. También se desempeña como profesor del Instituto de Gobierno y Gestión Pública de la Universidad San Martin de Porres.